# 砂原美智子
砂原 美智子（すなはら みちこ、1923年〈大正12年〉2月19日 - 1987年〈昭和62年〉8月27日）は、日本の声楽家（ソプラノ）、音楽教育者。

## 経歴
広島県呉市出身。呉市立吾妻小学校（現・呉市立明立小学校）在学中の1930年（昭和5年）、音楽を学ぶために一家で東京移住。東京府立第六高等女学校（現・東京都立三田高等学校）卒業。1942年（昭和17年）東京音楽学校入学。1944年（昭和19年）東京音楽学校本科声楽科卒業（戦時中のため、卒業時期短縮で9月卒業）。平原寿恵子に師事。1947年（昭和22年）藤原歌劇団公演のプッチーニ『ラ・ボエーム』ムゼッタでデビュー。翌年にかけてビゼー『カルメン』のミカエラ、ロッシーニ『セビリアの理髪師』のロジーナ、プッチーニ『蝶々夫人』などを演じて一躍同劇団のプリマドンナになる。1951年（昭和26年）日本ビクター専属歌手になる。デビューから渡欧までのわずか4年間で、オペラ出演回数は43回に及び、その殆どが主役である。1951年（昭和26年）パリ音楽院に留学。1953年（昭和28年）からパリ国立オペラ＝コミック座の正座員になる。1957年（昭和32年）チューリッヒで團伊玖磨『夕鶴』海外初演、主役つうを歌う。1959年（昭和34年）からイスラエル・ナショナルオペラと永久専属契約。約20年間にわたって、パリを拠点にヨーロッパを中心に各地で客演公演を行い、国際舞台で活躍した。特に『蝶々夫人』の外国での舞台は700回を数えたという。この間、しばしば一時帰国して藤原歌劇団の公演に参加した。1961年（昭和36年）、日本で撮影されたアメリカ映画『青い目の蝶々さん』で声の出演を行っている。1968年（昭和43年）武蔵野音楽大学非常勤講師/東京声専音楽学校講師就任。1969年（昭和44年）昭和音楽短期大学教授就任/オーストラリア国立オペラ専属歌手となる。
帰国後は特に日本の創作オペラに意欲を燃やし、1972年（昭和47年）には「砂原美智子オペラ生活25周年記念公演」と銘打った日本オペラ協会の清水脩モノオペラ『横笛』を初演。1973年（昭和48年）日本オペラ協会理事就任。1977年（昭和52年）日伊音楽協会理事就任。
1981年（昭和56年）藤原歌劇団より名誉団員の称号が贈られる。同年、財団法人日本オペラ振興会評議員就任。1982年（昭和57年）金井喜久子オペラ『沖縄物語』を最後に現役を引退。1984年（昭和59年）昭和音楽大学教授、昭和音楽大学短期大学部非常勤講師、武蔵野音楽大学講師に就任し、後進の指導にあたった。門下生に中島啓江、松木貴子、高橋弘子、有吉真知子、姉歯けい子、久美子・長野・ロフリー、遠藤裕貴子、水野純子、伊藤美穂、菊地江などがいる。
1987年（昭和62年）8月27日、心不全のため国立東京第二病院にて逝去。わずか64年の生涯であった。没後、勲四等宝冠章を叙勲。墓所は東京都あきる野市の築地本願寺西多摩霊園。

## 主な受賞歴
- 1956年（昭和31年）伊庭歌劇賞
- 1969年（昭和44年）芸術祭賞大賞 若杉弘指揮 読売日本交響楽団 ペンデレツキ『ルカ受難曲』に対して
- 1986年（昭和61年）紫綬褒章
- 1987年（昭和62年）勲四等宝冠章

## 主なディスコグラフィー
- 夜の調べ 近藤朔風∥訳詞、グノー [作曲]、小沢直与志[編曲]、砂原美智子、渡辺千世[ピアノ]、ビクター・アンサンブル（ビクター、商品番号:NK-3207、1956-05）[17]
- LP 砂原美智子名唱集 ビクター SJX-1081[18]
- CD ロームミュージックファンデーション CD6-4 砂原美智子、マンフレット・グルリット、東宝交響楽団[19]
- ソノシート 筑摩書房 ：世界音楽全集第9巻 声楽2（発行日：1961. 6.30）オムニバス[20]

## エピソード
- 砂原は東京音楽学校卒業後まもなく、同級生と一子を設けている[3]。
- 藤原義江はもともと女性スキャンダルが絶えず、藤原あきとの結婚も不倫が発端であり、バッシングに晒されたが、加えてその後の砂原との不倫は、お互いに配偶者と子供がおり、歌劇団の主役同士の関係ということで、当時の世間を大いに騒がせた。なお砂原が原因で藤原義江と離婚した藤原あきはテレビタレントとなり、参議院選挙全国区に出馬して、知名度を武器にトップ当選した[21]。
- 砂原は歌手の伊藤咲子の大叔母にあたる[22]。
- 1974年 （昭和49年）1月から1975年 （昭和50年）9月までNETテレビ（現・テレビ朝日）で『スタジオ23』（スタジオ ツースリー：深夜のワイドショー）の司会を務めていた（高島忠夫と木曜日を担当）[23]。
- シャンソン歌手の石井好子と東京府立第六高等女学校・東京音楽学校ともに同級生であった。パリで砂原が同じアパートの部屋を紹介し、二人は同じアパートに住んでいた[24][25]。